# Dicranomyia (Dicranomyia) retrusa
Dicranomyia (Dicranomyia) retrusa is een tweevleugelige uit de familie steltmuggen (Limoniidae). De soort komt voor in het Oriëntaals gebied.